# Hilko Schomerus

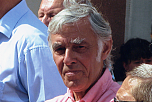
Hilko Schomerus

Hilko Schomerus (* 24. April 1939 in Walsrode; † 10. Juli 2020) war ein deutscher Kunstschmied, Pädagoge und Metallkünstler.

## Leben

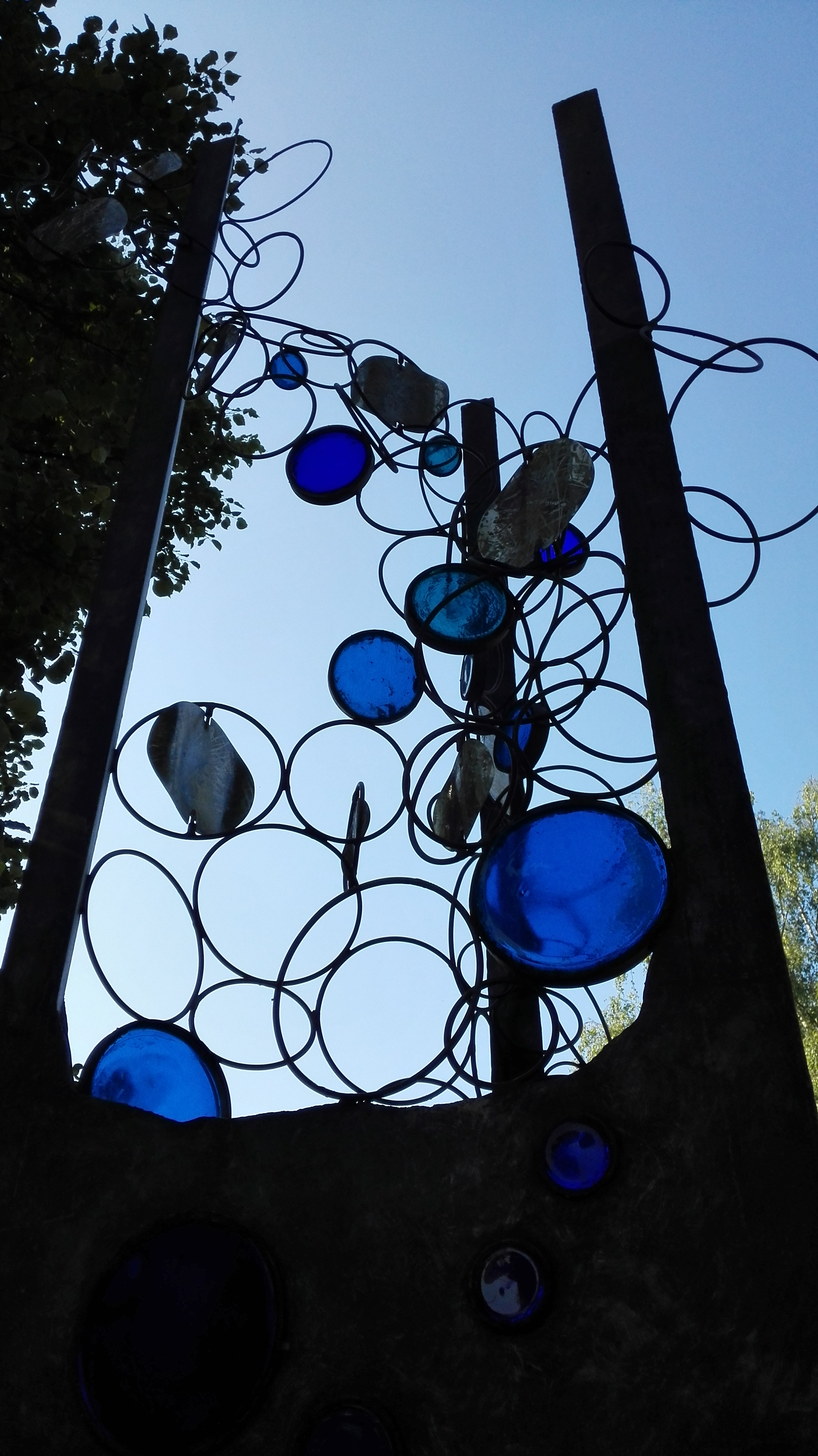
Kunstwerk vor der Nikodemuskirche, Hannover

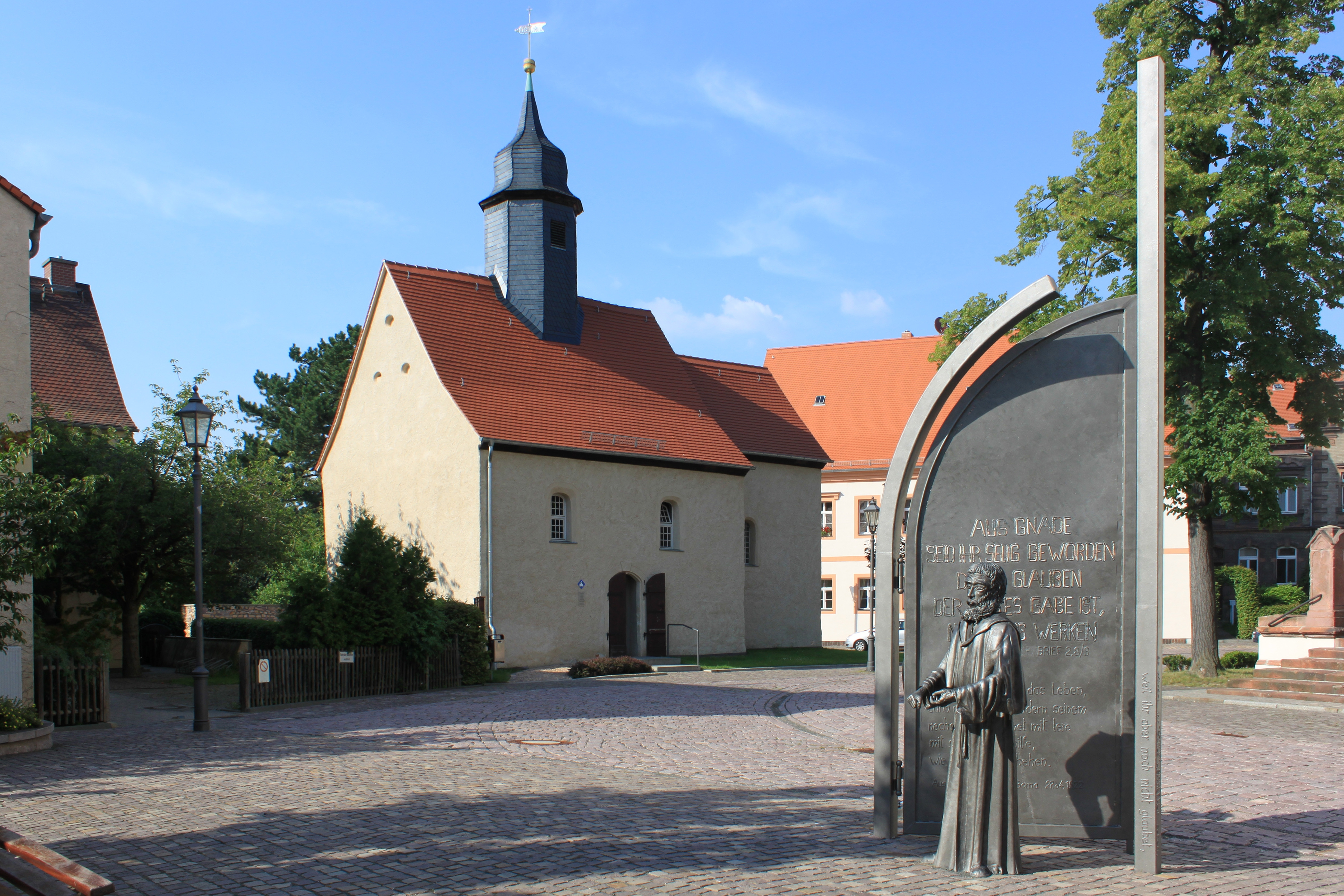
Luther-Denkmal vor der Emmauskirche, Borna

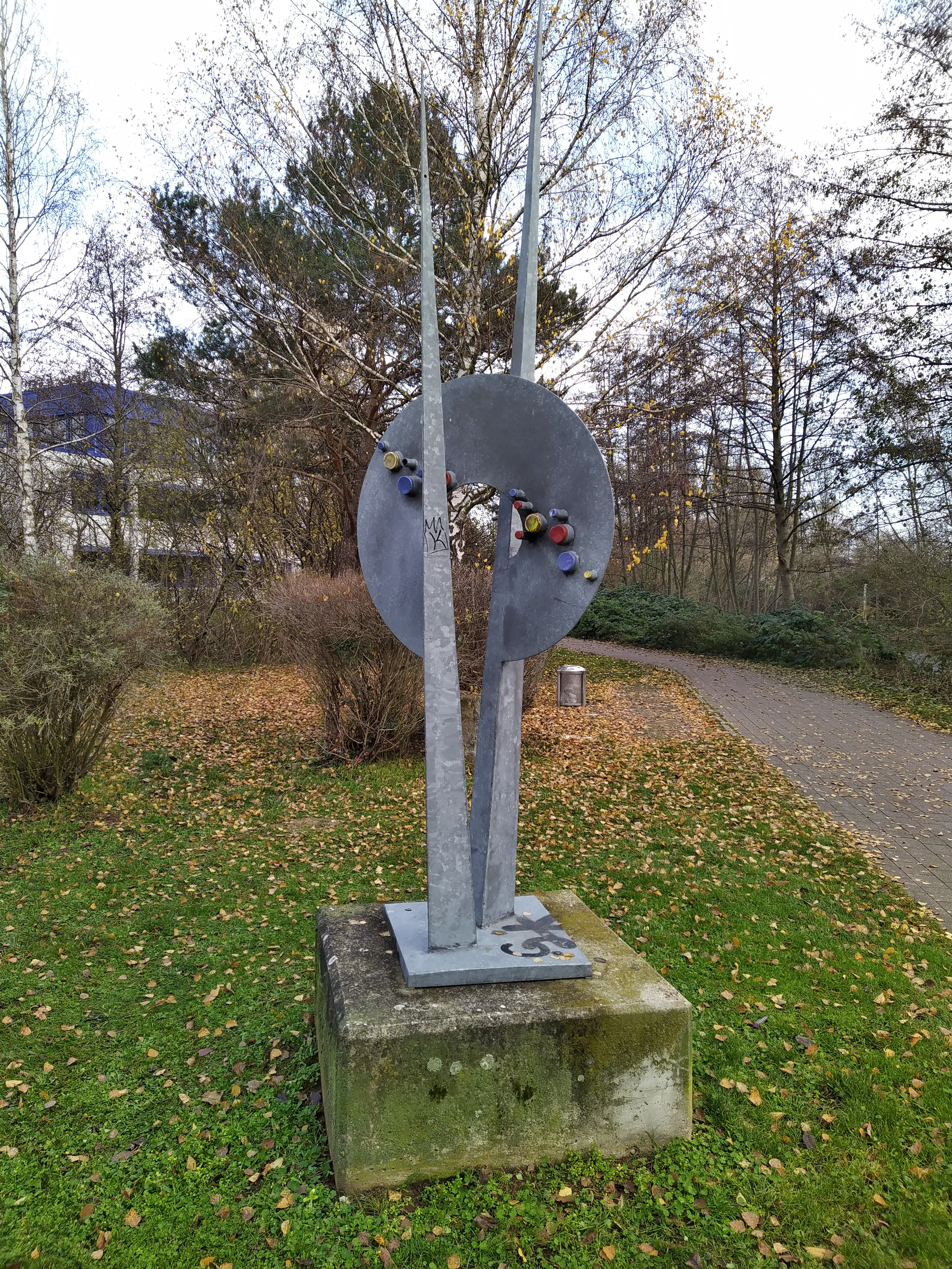
Skulptur „Männlich-Weiblich“; Stadtpark in Garbsen

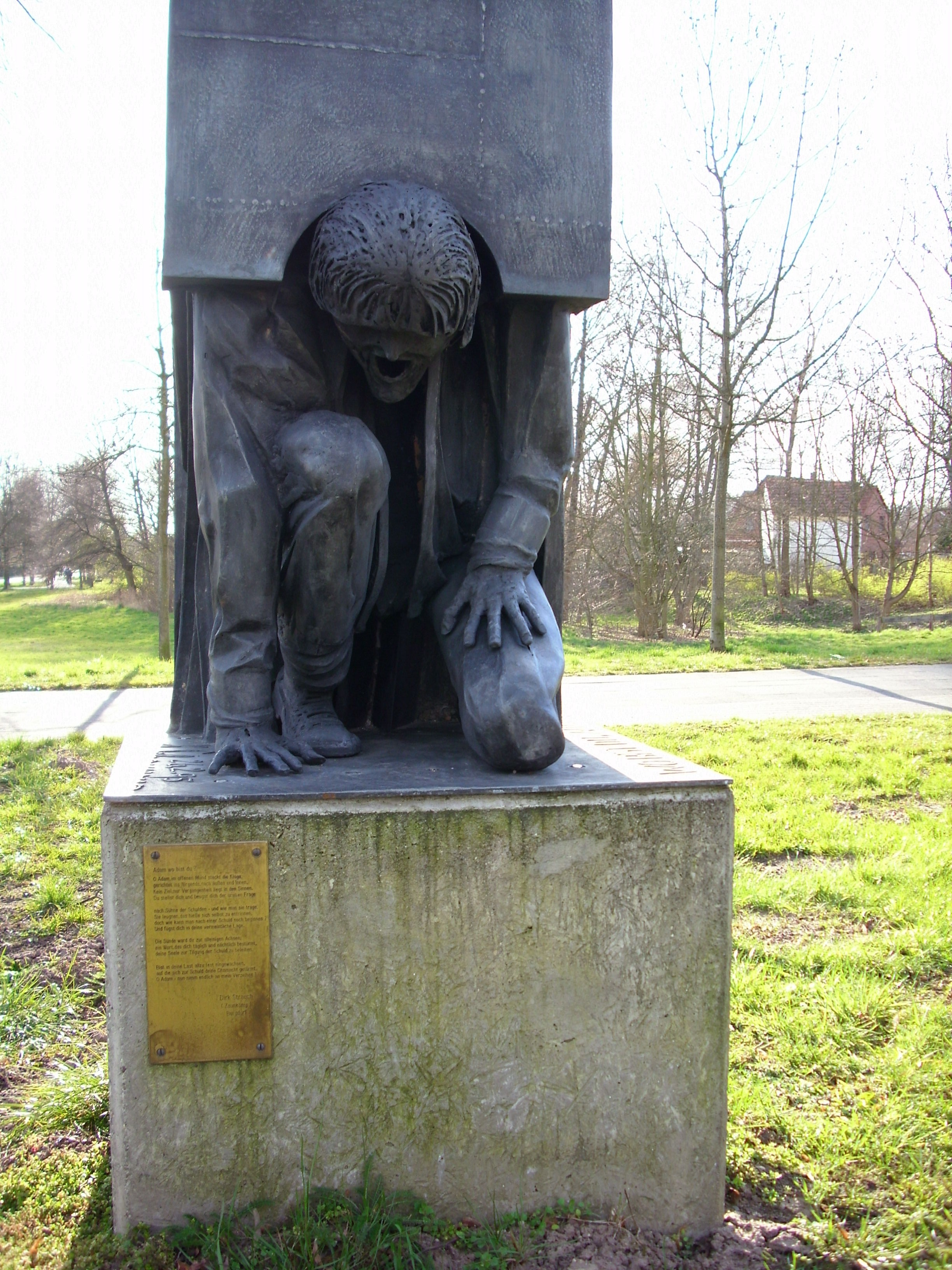
„Adam, wo bist du?“; Burgdorf

Hilko Schomerus war eines von 4 Kindern eines Pastoren-Ehepaares. Nach dem Schulabschluss absolvierte er eine Ausbildung zum Maschinenschlosser sowie zum Kunst- und Bauschlosser und machte den Meistertitel als Kunstschmied. Anschließend folgte eine Ausbildung zum Heimerzieher.
Von 1968 bis 1986 leitete er die Metallwerkstatt für verhaltensauffällige Jugendliche im Backhausenhof Burgdorf.
In seiner Werkstatt entstanden Arbeiten nach eigenen Entwürfen, überwiegend im sakralen Bereich. Bei einer Reise mit dem Partnerschafts-Ausschuss des Kirchenkreises Burgdorf nach Südafrika gestaltete er dort mit Jugendlichen eine Christusfigur aus Metallteilen. Mit seinen Werken beteiligte er sich an Gemeinschafts- sowie Einzelausstellungen in Deutschland.
Von 1987 bis 2000 leitete er die Metallwerkstatt in der Justizvollzugsanstalt Burgdorf.
Ab 1990 betrieb er eine eigene Werkstatt in Burgdorf-Hülptingsen bei Hannover.

## Werke (Auswahl)

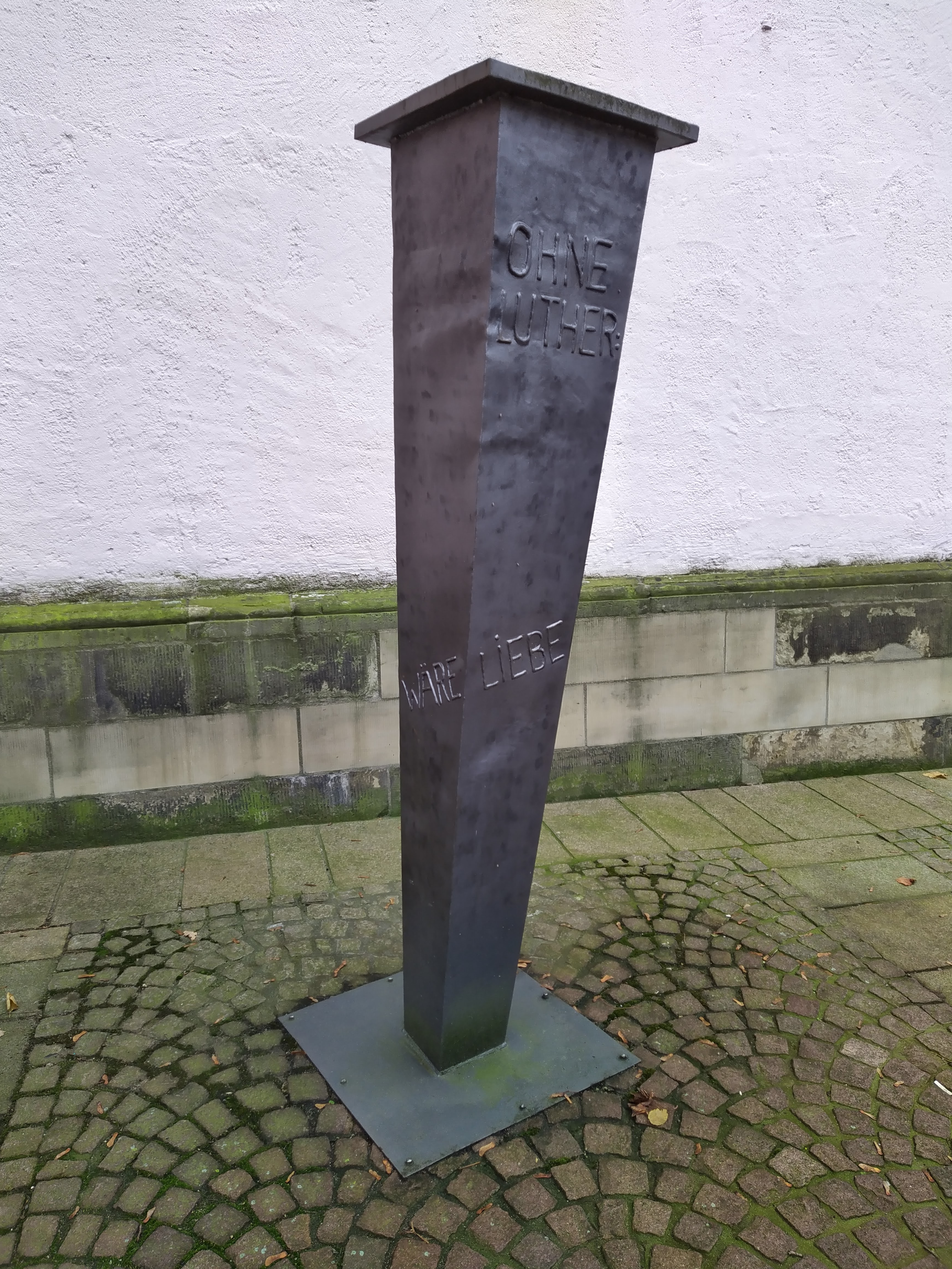
Luther-Nagel in Burgdorf

- „Adam, wo bist Du?“, Braunschweiger Straße, Burgdorf[1]
- Skulptur am Brandende vor dem Stadtmuseum Burgdorf[1]
- Kreiselplastik am Schäferkampkreisel, Burgdorf
- Brunnenskulptur
- Christus, Taufschale und beweglicher Altartisch: St.-Paulus-Kirche, Burgdorf
- drag & drop
- Erde-Wasser-Luft, Nikodemuskirche, Hannover
- Flamme
- Fürbittenleuchter „Brennender Dornbusch“, Stift Fischbeck
- Fürbittenleuchter „Brennender Dornbusch“, Markuskirche, Lehrte
- Fürbittenleuchter, Bad Nenndorf
- Fürbittenleuchter, Loccum
- Fürbittenleuchter, Nikodemuskirche, Hannover
- Fürbittenleuchter, St. Pankratius, Burgdorf[1]
- Glockenzier, St. Pankratius, Burgdorf[1]
- Golgatha
- Ikarus
- Kirchlicher Wandleuchter, Iserlersheim
- Martin-Luther-Denkmal, Borna (seit 2011)[1]
- Offenbarung des Johannes
- Oster- und Taufleuchter, Stift Fischbeck
- Steinigung des Stephanus, Stephanuskirche, Lathen
- Taufleuchter, Lukaskirche, Hannover
- Weltkugelleuchter, Lukaskirche, Hannover
- Weltkugelleuchter, Wunstorf
- Fürbittenleuchter „Brennender Dornbusch“, Lambertikirche Aurich
- Kreuz und Leuchter in der Ev.-luth. Christuskirche Borkum[3]